# Sujiazhuang (sockenhuvudort i Kina, Hebei Sheng, lat 38,41, long 114,00)
Sujiazhuang är en sockenhuvudort i Kina. Den ligger i provinsen Hebei, i den norra delen av landet, omkring 260 kilometer sydväst om huvudstaden Peking. Antalet invånare är 7 083. Befolkningen består av 3 478 kvinnor och 3 605 män. Barn under 15 år utgör 20,0 %, vuxna 15-64 år 66 %, och äldre över 65 år 12,0 %.
Runt Sujiazhuang är det ganska tätbefolkat, med 155 invånare per kvadratkilometer. Närmaste större samhälle är Gangnan, 9,7 km söder om Sujiazhuang. Trakten runt Sujiazhuang består till största delen av jordbruksmark.
Genomsnittlig årsnederbörd är 656 millimeter. Den regnigaste månaden är juli, med i genomsnitt 206 mm nederbörd, och den torraste är december, med 4 mm nederbörd.